# Марк Юний Конг Гракхан
Марк Ю́ний Конг Гракха́н (лат. Marcus Iunius Congus Gracchanus; приблизительно 143 год до н. э. — приблизительно 60 год до н. э., Рим, Римская республика) — римский интеллектуал из плебейского рода Юниев. Был знатоком древностей и права, написал трактат «О властях». Согласно одной из версий, в 122 году до н. э. занимал должность народного трибуна.

## Биография
Марк Юний принадлежал к плебейскому роду Юниев, первые достоверные известия о котором относятся к концу IV века до н. э. Если именно он упоминается на Tabula Bembina, то его отец носил преномен Децим.
Сохранился ряд отрывочных сообщений о Марке Юнии. Поэт Луцилий в предисловии к первой книге своих сатир, опубликованной в 123 году до н. э., называет некоего Юния Конга наилучшим из читателей и адресует книгу именно ему. В трактате Марка Туллия Цицерона «Об ораторе», действие которого происходит в 91 году до н. э., Марк Антоний Оратор говорит о своём друге Конге — «превосходном человеке и знатоке», у которого он по мере необходимости берёт информацию по истории и государственному праву для своих речей. Марк Теренций Варрон много раз ссылается на юридическую работу некоего Юния, в одном месте называя его преномен — Марк. Плиний Старший упоминает Марка Юния Гракхана, уточняя, что прозвище он получил из-за своей дружбы с Гаем Семпронием Гракхом. Наконец, на писателя по имени Гракхан ссылаются Ульпиан и Иоанн Лид.
Учёные полагают, что во всех этих случаях речь идёт об одном и том же человеке. Высказывалось мнение, что Цицерон не хотел называть Марка Юния Конга Гракханом, чтобы не связывать его имя с трибунами-популярами. С другой стороны, антиковед Х. Бардон обратил внимание на тот факт, что Луцилий и Марк Антоний Оратор были противниками популяров; по его мнению, это делает отождествление Конга с Гракханом невозможным.
Биография предполагаемого Конга Гракхана может быть реконструирована только в самых общих чертах. В 123 году до н. э., когда Луцилий опубликовал первую книгу сатир, а Гай Гракх начал свои реформы, Марк Юний должен был быть взрослым человеком. Цицерон сообщает, что Марк посвятил свой юридический трактат отцу Тита Помпония Аттика, родившегося в 110 году до н. э., — своему «приятелю» (sodalis), а значит, примерно ровеснику. Поэтому рождение Конга исследователи датируют приблизительно 143 годом до н. э. Антиковед Б. Ранков предположил, что Марк Юний в 122 году до н. э. занимал должность народного трибуна: именно он мог упоминаться в одном эпиграфическом источнике как M. Iunius D. f(ilius) tr(ibunus) pl(ebis). При этом автор классического справочника по римским магистратам Р. Броутон и швейцарский историк Лукас Томмен считают, что речь идёт о Марке Юнии Силане, трибуне в 124 или 123  году до н. э. В любом случае Конг явно сочувствовал «партии» реформ, а после её разгрома сохранил жизнь, но был вынужден уйти из политики. Он сосредоточился на литературной деятельности и, не вмешиваясь в гражданские распри, дожил до старости. Цицерон в речи в защиту Гнея Планция, произнесённой в 54 году до н. э., упоминает Конга как уже покойного. Судя по формулировкам оратора, с момента смерти прошло немного времени, так что это событие датируют примерно 60 годом до н. э.

## Литературная деятельность
Перу Марка Юния принадлежит сочинение, посвящённое отцу Тита Помпония Аттика и включавшее как минимум семь книг. Варрон называет эту работу «Заметками», Ульпиан и Иоанн Лид — «О властях» (De potestatibus). Наряду с трактатом Гая Семпрония Тудитана это была одна из первых попыток проанализировать полномочия римских магистратов, предпринятая (в отличие от Тудитана) с популярских позиций. Некоторые исследователи считают работу Конга преимущественно юридической, некоторые — исторической. Текст этого произведения не сохранился за исключением небольших фрагментов. По-видимому, с ним был знаком Цицерон, черпавший оттуда информацию по публичному праву при работе над трактатом «О законах».